# Joaquín Baleztena
Joaquín Baletzena (Pamplona, 1883 – 1978) è stato un politico spagnolo.

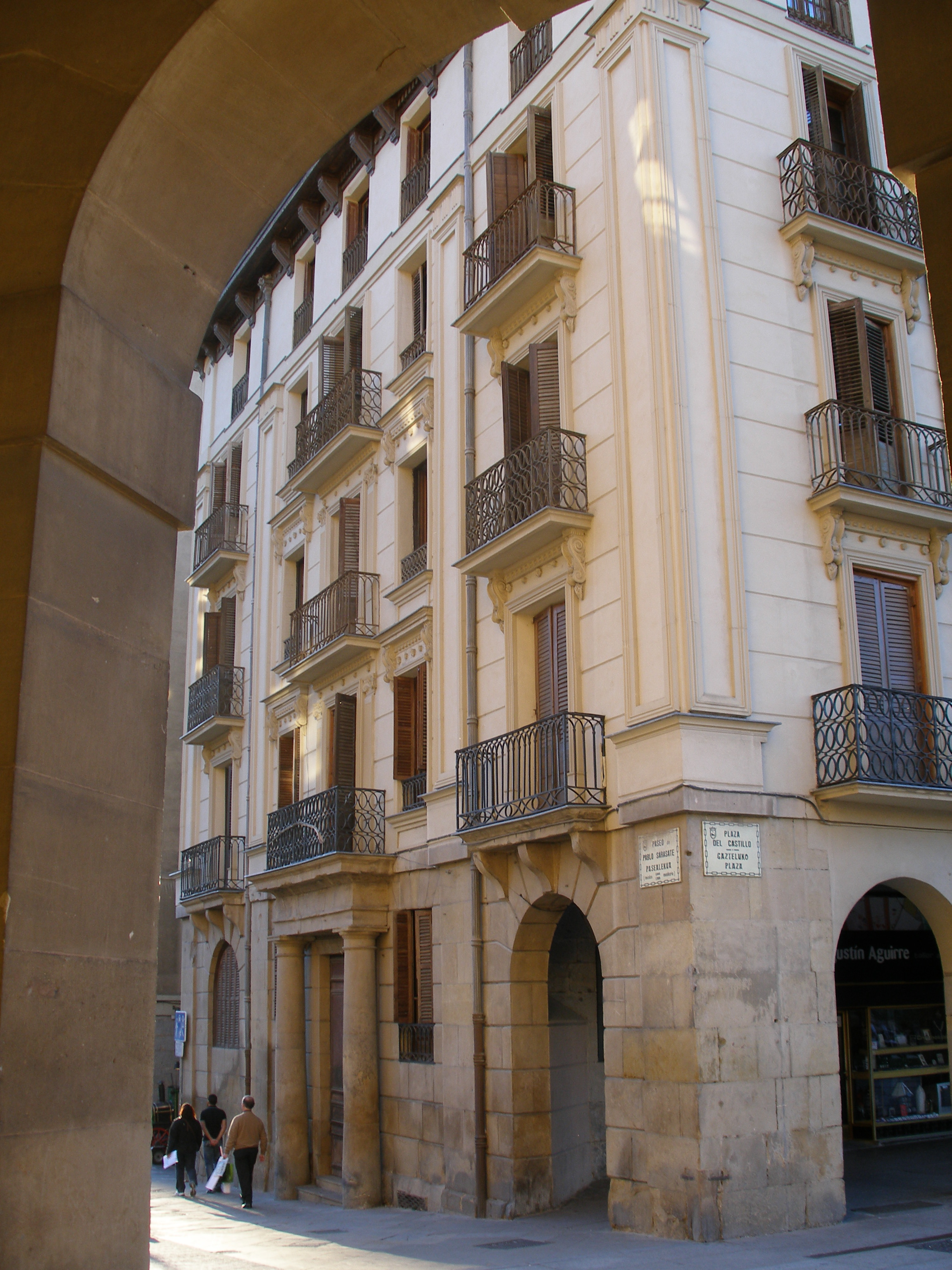
Casa della famiglia Baleztena a Pamplona

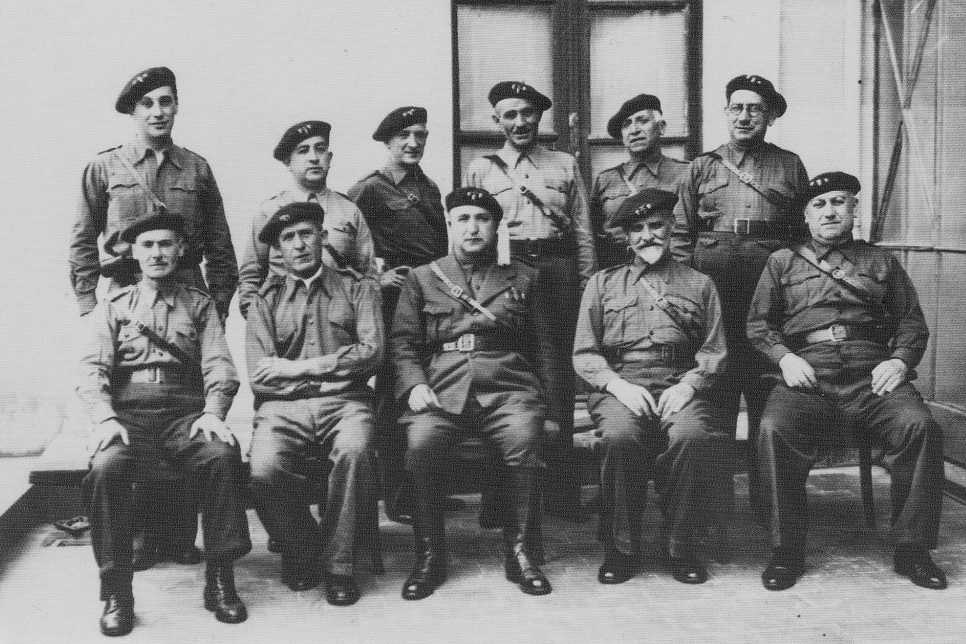
Consiglio Centrale di Guerra della Navarra

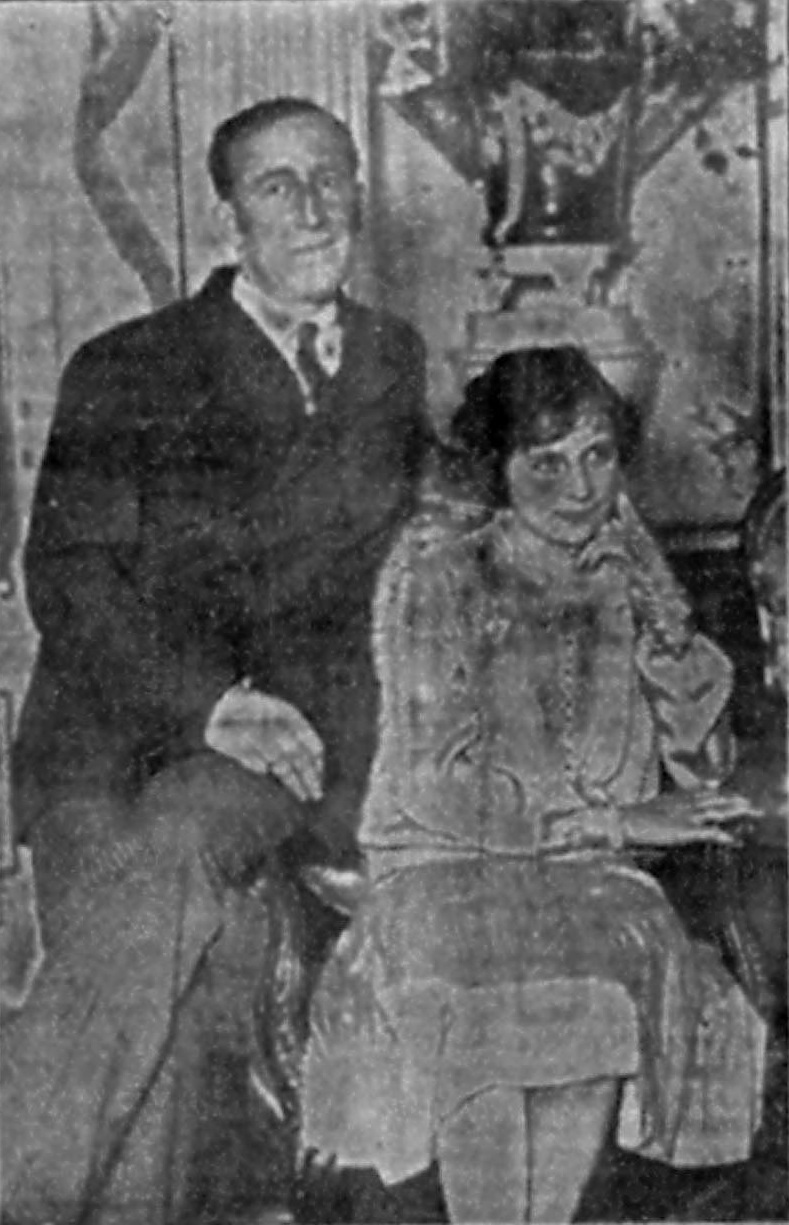
Il fratello Ignacio Baleztena

Esponente carlista. Per tre mandati consecutivi tra il 1919 e il 1923 prestò servizio come membro tradizionalista delle Cortes. In due serie separate del 1931-1942 e del 1951–1957 diresse l'organizzazione del partito regionale in Navarra; è rimasto uno dei principali politici carlisti a livello nazionale dalla fine degli anni '10 fino all'inizio degli anni '70. Nel 1937-1939 fu membro dell'esecutivo della FET y de las JONS, nel Consiglio Nazionale.

## Assessore e Vice
Consigliere carlista del comune di Pamplona dal 1910 al 1913 e deputato alle Cortes integrato in Alianza Foral dal 1919 al 1923.
Durante la Seconda Repubblica Spagnola ricoprì le cariche carliste di Capo Regionale e Presidente del Consiglio Regionale della Navarra, venendo così nominato da Jaime di Borbone e confermato da Alfonso Carlo. Durante la sanjurjada del 1932, la casa della famiglia Baleztena in Paseo Sarasate a Pamplona fu incendiata.

## Cambiamenti organizzativi nella guerra civile
Dopo la rivolta militare del 1936, il Bando Regionale Carlista fu relegato all'ostracismo e al suo posto agì il Consiglio Centrale di Guerra, sorto su richiesta del capo dell'Ordine Pubblico colonnello Alfonso Beorlegui, nella notte del 19 a 20 luglio al Palazzo della Diputación. Detta riunione è stata presieduta da José Martínez Berasain, anche se nominalmente Baleztena ha continuato a comparire come presidente e la modifica è stata accettata dalle autorità nazionali del partito, probabilmente a causa dell'errata prestazione del Consiglio regionale durante i negoziati con il generale Emilio Mola.

Baleztena come capo regionale carlista della Navarra, anche se solo nominalmente, il 24 luglio ha invitato i carlisti a evitare le esecuzioni extragiudiziali che stavano avvenendo in Navarra con le seguenti parole:
"I carlisti, soldati, figli, nipoti e pronipoti dei soldati, non vedono nemici se non sul campo di battaglia. Pertanto, nessuna persona mobilitata, volontario o membro della nostra comunione immortale, deve esercitare atti di violenza ed evitarli davanti a loro. noi, non ci sono ritorsioni più lecite di quelle che l'autorità militare, sempre giusta ed equilibrata, crede sia suo dovere ordinare".

Joaquin Baleztena. 24 luglio 1936
Quando Manuel Fal Conde ordinò il 28 agosto la sospensione durante la guerra di tutti i consigli carlisti provinciali e locali, essendo assorbiti dalle stazioni di polizia e dai consigli di guerra, Martínez Berasain fu nominato commissario della Navarra e Baleztena rimase presidente onorario del Consiglio centrale per la Guerra carlista in Navarra.

## La sua attività durante la dittatura franchista
Nel 1939 fu nominato presidente del nuovo Consiglio Regionale e del Consiglio di Amministrazione della Editorial Navarra, fino al febbraio 1942. Membro del Consiglio di Amministrazione Forale nel marzo 1949. Dopo una lunga parentesi fu nuovamente nominato capo regionale carlista di Navarra nel 1951. Presidente del Consiglio di amministrazione di El Pensamiento Navarro di ideologia carlista. Nel luglio 1970, il suo direttore, Javier María Pascual, fu licenziato, ritenendo che proponeva posizioni socialiste e progressiste in campo religioso, che non erano compatibili con il carlismo. Espressione dell'evoluzione di una parte del carlismo verso un socialismo autogestito
Il 17 dicembre 1971 si dimise dalla carica di Presidente del Consiglio di Amministrazione perché non era d'accordo con la revoca da parte del suddetto Consiglio di Amministrazione José Javier Echave Sustaeta.
Anche altri membri della sua famiglia, come i suoi fratelli Ignacio Baleztena Azcárate e Dolores Baleztena, hanno ricoperto importanti incarichi nella società navarrese in campo culturale e politico. La figlia Silvia è comparsa col tipico basco delle margaritas sul balcone durante le diverse edizioni dei San Fermines.